# Црква Свете Ане у Дунаву
Црква Свете Ане у Дунаву је споменик културне баштине у Дунаву, код Гњилана. Изграђена 1938. године, исте године када и сеоска џамија, а била је једина католичка црква у Гњилану, близу границе Србије и Северне Македоније. Део је Призренско-приштинске надбискупије.